# Institut Notre-Dame (Charleroi)
L'Institut Notre-Dame est une école maternelle, primaire et secondaire située dans la ville de Charleroi en Belgique.

## Histoire

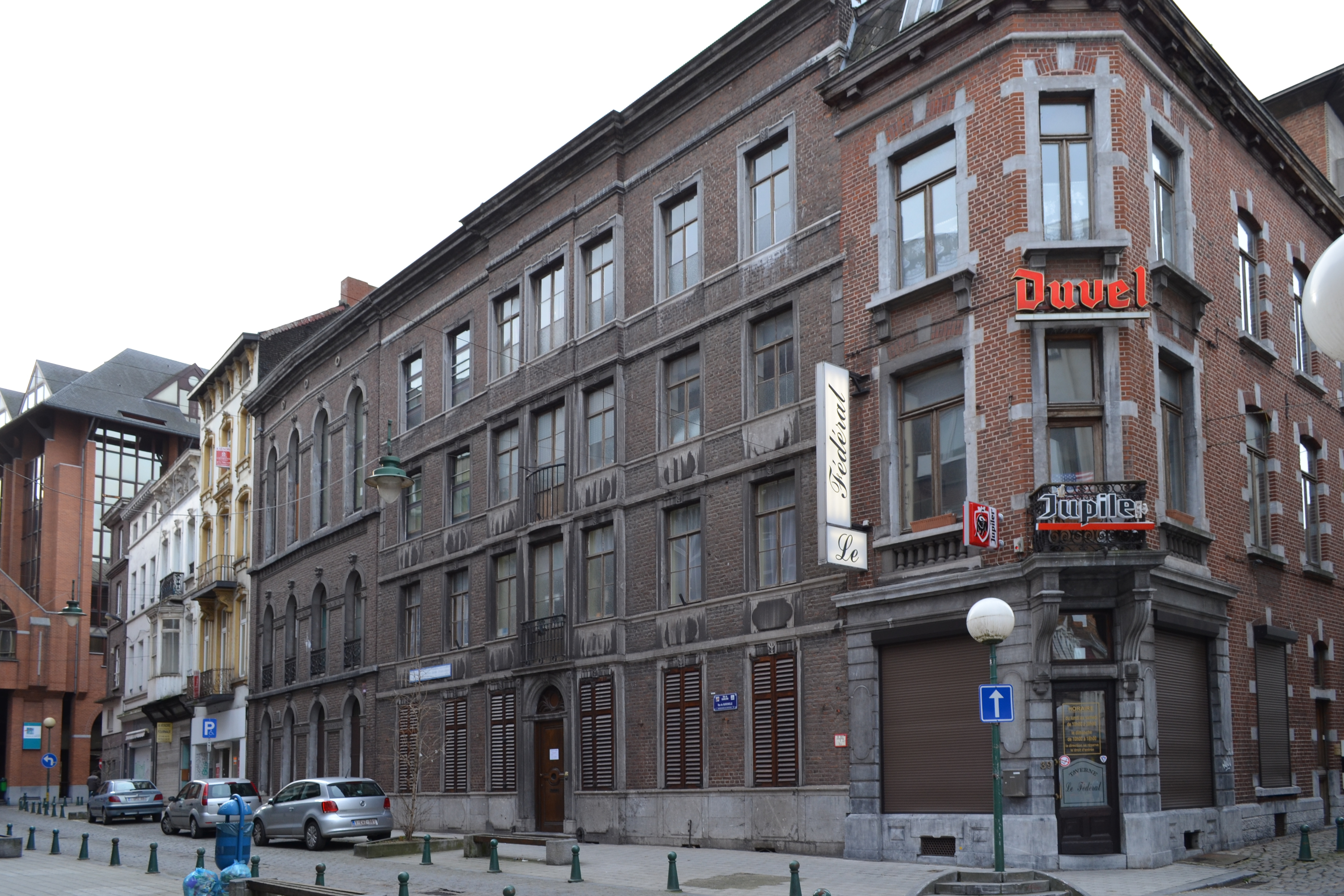
Immeuble à la rue de Marcinelle datant du XVIIIe siècle rehaussé d'un étage vers 1865.

L'école est fondée en 1854 dans un ancien hôtel particulier du XVIIe siècle au n°41 de la rue de Marcinelle dans le quartier de la ville-basse de Charleroi, grâce à un don de Marie Puissant d’Agimont.  Elle est gérée à l'origine par quatre Sœurs de Notre-Dame. Elle passe sous direction laïque en 1970 pour l'école primaire et 1972 pour le secondaire. À l'origine réservée aux jeunes filles, elle devient mixte en 1972 pour l'école primaire et 1975 pour le secondaire.

## Organisation des études
La direction de l'enseignement fondamental est assurée par Monsieur Abbenbroek Richard
La direction de l'enseignement secondaire est assurée par Monsieur W. Kersdag.